# 達奚長儒
達奚 長儒（たつけい ちょうじゅ、生没年不詳）は、中国の西魏から隋にかけての軍人。字は富仁。本貫は代郡。

## 経歴
驃騎大将軍・儀同三司の達奚慶の子として生まれた。15歳のとき、楽安郡公の爵位を嗣いだ。西魏の大統年間（535年 - 551年）、奉車都尉を初任とした。宇文泰に召されてその側近で仕え、実直につとめたので、子都督に任ぜられた。たびたび戦功を挙げ、輔国将軍となり、使持節・撫軍将軍・通直散騎常侍に累進した。蜀を平定する戦いでは、先鋒となり、攻城にも野戦にも当たるところ必ず撃破した。車騎大将軍・儀同三司に任じられた。北周の天和年間（566年 - 572年）、渭南郡太守に任じられ、驃騎大将軍・開府儀同三司に転じた。武帝の下で北斉の平定にあたり、上開府に転じ、爵位は成安郡公に進み、長儒の子は県公の別封を受けた。578年、左前軍勇猛中大夫に任じられた。
後に王軌とともに南朝陳の将軍の呉明徹を呂梁に包囲すると、南朝陳の劉景が7000人を率いて来援したが、長儒はこれを迎撃した。長儒は車輪数百をとって大石に繋ぎ、これを水に沈めて仕掛け、劉景の軍を待ち受けた。劉景がやってくると、その船艦は車輪の仕掛けにひっかかって進めなくなった。長儒は劉景を破り、数千人を捕虜とした。呉明徹を捕らえると、功績により位は大将軍に進んだ。まもなく行軍総管となり、北方で戦って勝利をおさめた。
580年、楊堅が丞相となると、王謙が蜀で挙兵し、沙州氐の楊永安が利州・興州・武州・文州・沙州・竜州を扇動して王謙に呼応した。長儒は命を受けて楊永安を討ち、これを撃破した。王謙の二子が長安から逃亡して王謙のもとに向かうと、長儒はふたりを捕らえて斬った。581年、隋が建国されると、位は上大将軍に進み、蘄春郡公に封じられた。
582年、突厥の沙鉢略可汗が弟の葉護や潘那可汗とともに十数万の兵を率いて南進すると、長儒は行軍総管となり、2000の兵を率いて迎え撃った。周槃で突厥軍と遭遇し、転戦すること3日、兵士の武器さえ尽きて、拳で敵を殴りつけ、手はみな骨が見えるほどになった。この戦いは突厥側が勝利したが、突厥軍の死傷者も万を数え、士気も低下して当初の目的を果たすことなく撤退した。長儒は身に5カ所の傷を負い、貫通しているところも2カ所あった。長儒の軍の死傷者も10人中8・9を数えた。文帝（楊堅）は長儒の奮戦ぶりを賞賛して、上柱国の位を賜り、この戦いで戦没した将士には3級上の官位を贈って、子孫に嗣がせた。
その年、寧州刺史に任じられ、まもなく敷州刺史に転じた、母の喪のため職を去った。5日にわたって水さえ口に入れず、哀哭憔悴ぶりは礼のきまりを越え、身を滅ぼさんばかりであったため、文帝を感嘆させた。夏州総管・三州六鎮都将事として再起すると、北方民族たちは長儒をはばかって、境界を侵そうとしなかった。病のため免官された。また襄州総管に任じられ、在職すること2年、蘭州総管に転じた。文帝が涼州総管の独孤羅・原州総管の元褒・霊州総管の賀若誼らに突厥に備えさせると、みな長儒の節度を受けさせた。長儒は兵を率いて祁連山の北に進出し、西は蒲類海までいたったが、突厥軍と遭遇することなく帰還した。荊州総管・三十六州諸軍事に転じ、江陵の守りを委ねられた。1年あまりして、在官のまま死去した。諡を威といった。
子の達奚暠は、大業年間に太僕少卿となった。

## 伝記資料
- 『隋書』巻53 列伝第18
- 『北史』巻73 列伝第61